# Сент-Раме
Сент-Раме́ (фр. Sainte-Ramée) — коммуна во Франции, находится в регионе Пуату — Шаранта. Департамент коммуны — Приморская Шаранта. Входит в состав кантона Мирамбо. Округ коммуны — Жонзак.
Код INSEE коммуны — 17390.

## Население
Население коммуны на 2010 год составляло 140 человек.
| 1962 | 1968 | 1975 | 1982 | 1990 | 1999 | 2010 |
| ---- | ---- | ---- | ---- | ---- | ---- | ---- |
| 211  | 186  | 181  | 175  | 144  | 126  | 140  |